# Меларен
Меларенⓘ (швед. Mälaren) је по величини треће језеро у Шведској, после Венерна и Ветерна. Налази се у регијама Вестманланд, Упсала и Стокхолм и отиче у Балтичко море.
Меларен покрива површину од 1.140 km². На најдубљем месту је дубоко 64 m. Дужина је 120 km.
Меларен је извор воде за 1,3 милиона људи.
На језеру Меларен постоји велики број острва: Selaön, Svartsjölandet, Björkö, Ekerö и др.
О њему постоји много бајки, легенди и прича. На пример, древни Скандинавци веровали су да Меларен свој изглед дугује једној легенди. Наводно је краљ Гулви обећао богињи Гефион да ће јој дати толико земље колико може да носи. Да би то учинила, Гефион је своја четири сина претворила у бикове, који су ископали јаму, одневши земљу на место модерног острва Зеланд. У овој јами је настало језеро Маларен.
На обалама језера и острвима гнезде се многе птице селице, а у самом језеру Меларен има више од 30 врста риба. Језеро Меларен пружа прилику свим љубитељима активног спорта и рекреације, пре свега једрења, веслања, пливања. У воденом подручју језера налазе се и „дивље“ плаже и посебно опремљена купалишта. Поред тога, око језера се налазе бројне туристичке атракције, историјска места, палате и дворци.